# Wong Mew Choo
Wong Mew Choo (chinesisch 黃妙珠, Pinyin Huáng Miàozhū; * 1. Mai 1983) ist eine Badmintonspielerin aus Malaysia, die sich auf das Einzel spezialisiert hat.

## Karriere
Wong Mew Choo gewann als ersten großen Erfolg 2003 die Südostasienspiele im Dameneinzel. 2008 siegte sie bei der China Open Super Series und 2009 beim Finale der Super Series. Bei Olympia 2008 stand sie im Viertelfinale.

## Privat
Am 10. November 2012 heiratete sie den Badmintonspieler Lee Chong Wei, mit dem sie zwei Söhne hat (* 2013 und 2015).

## Sportliche Erfolge
| Jahr                             | Wettkampf         | Ergebnis |
| -------------------------------- | ----------------- | -------- |
| 2009                             |                   |          |
| BWF Super Series Finals          | Sieger            |          |
| Malaysia Open Grand Prix Gold    | Halbfinalist      |          |
| Djarum Indonesia Super Series    | 1. Runde          |          |
| Aviva Singapore Super Series     | 1. Runde          |          |
| 2008                             |                   |          |
| Aviva Singapore Super Series     | Halbfinalist      |          |
| Swiss Open Super Series          | 2. Runde          |          |
| Olympia                          | Viertelfinalist   |          |
| All England Super Series         | Viertelfinalist   |          |
| Korea Super Series               | 1. Runde          |          |
| Proton Malaysia Super Series     | Halbfinalist      |          |
| 2007                             |                   |          |
| Hong Kong Super Series           | 1. Runde          |          |
| China Open Super Series          | Sieger            |          |
| French Super Series              | Halbfinalist      |          |
| Denmark Super Series             | 1. Runde          |          |
| Chinese Taipei Open              | Viertelfinalist   |          |
| Japan Super Series               | 2. Runde          |          |
| Badminton-Weltmeisterschaft 2007 | Viertelfinalist   |          |
| China Masters Super Series       | 1. Runde          |          |
| Djarum Indonesia Super Series    | 1. Runde          |          |
| Singapore Super Series           | 2. Runde          |          |
| Asienmeisterschaft               | Halbfinalist      |          |
| Swiss Super Series               | 1. Runde          |          |
| All England Super Series         | Viertelfinalist   |          |
| Malaysia Super Series            | Finalist          |          |
| 2006                             |                   |          |
| China Open                       | Viertelfinalist   |          |
| Japan Open                       | 1. Runde          |          |
| Badminton-Weltmeisterschaft      | 2. Runde          |          |
| Hong Kong Open                   | 2. Runde          |          |
| Korea Open                       | 2. Runde          |          |
| Thailand Open                    | 2. Runde          |          |
| Djarum Indonesia Open            | 1. Runde          |          |
| Asienmeisterschaft               | 1. Runde          |          |
| Commonwealth Games               | Finalist          |          |
| Yonex All England Open           | 2. Runde          |          |
| Swiss Open                       | 2. Runde          |          |
| 2005                             |                   |          |
| Denmark Open                     | Viertelfinalist   |          |
| Indonesia Open                   | Halbfinalist      |          |
| Asienmeisterschaft               | Viertelfinalist   |          |
| Südostasienspiele                | Finalist          |          |
| 2004                             |                   |          |
| Asienmeisterschaft               | Viertelfinalist   |          |
| Japan Open                       | 1. Runde          |          |
| Korea Open                       | 2. Runde          |          |
| Yonex All England Open           | 2. Runde          |          |
| Swiss Open                       | 1. Runde          |          |
| Syed Modi Memorials              | Finalist          |          |
| Thailand Open                    | 2. Runde          |          |
| 2003                             | Südostasienspiele | Sieger   |